# Sproxton (Leicestershire)
Sproxton is een civil parish in het bestuurlijke gebied Melton, in het Engelse graafschap Leicestershire met 658 inwoners.